# Cap Alzaz
Le cap Alzaz est un cap de Mauritanie situé sur l'océan Atlantique, au nord du littoral du parc national du banc d'Arguin, entre le cap d'Arguin et la baie de Tanoudert,.

Dans les années 2020, un projet de translocation de phoques moines est mené en collaboration avec les autorités d'Espagne, du Maroc et du Portugal, afin de développer sa présence sur la côte mauritanienne. Un enclos de 2 500 m2 est construit sur la zone pour accueillir des individus de l'espèce.